# Navadni potrošnik
Navadni potrošnik ali cikorija (znanstveno ime Cichorium intybus L.) je zdravilna in krmna rastlina iz podreda radičevk (Cichoriaceae). Tako je bližnja sorodnica endivije in radiča.
Vsebuje veliko inulina, ki ima nekatere zdravilne lastnosti. Zaradi te lastnosti se uporablja tudi kot krmna rastlina za živino. Iz korenine pa se pridobiva tudi kavni nadomestek.
Druga ljudska imena za rastlino so: cikurka, jedrik, ledrig, legvat, mleč, popotnik, potrošnik, revar, skorja ...